# Coloni C4
A Coloni C4 egy Formula–1-es versenyautó, amit a Coloni csapat tervezett és indított az 1991-es Formula–1 világbajnokság során. A csapat egyetlen autóját a szezon elején Pedro Chaves vezette, akit később leváltottak Hattori Naokira.
1992-ben egy nagyon rövid ideig az Andrea Moda csapat használta az autót, Andrea Moda C4B néven, azonban sosem versenyzett, mert a szezonnyitó dél-afrikai nagydíjon vetették volna csak be, és arról kizárták a csapatot.

## Áttekintés
A C4-es az előzőleg a csapat által használt C3-as modell továbbfejlesztése volt, amelyet a perugiai egyetem hallgatói segítségével tervezett át a csapat. Az új kasztni átdolgozott oldaldobozokat és légbeömlőt kapott.
Az autóban 1991-ben a Ford-Cosworth DFR jelzésű motorja dolgozott, amit kezdetben a Langford & Peck cég tartott karban, majd az idény második felétől a Hart. Utóbbi gondozásában a teljesítmény is jelentőset javult.

## Versenyben

### Coloni C4 (1991)
A Coloni eredetileg Andrea de Cesarist szerette volna megnyerni pilótának, de nem jártak sikerrel, ezért ültették be helyette Perdo Chavest. Chaves az idényben egyszer sem jutott túl a prekvalifikáción, és ebben nemcsak a tapasztalatlansága volt a fő ok, hanem az autó, amely elavult alapokon készült, törékeny és nehezen vezethető volt. Emiatt a prekvalifikáló autók között is jellemzően ő volt a leglassabb. A hazai, portugál verseny után el is hagyta a csapatot, a Coloninak pedig találnia kellett egy új versenyzőt. A spanyol nagydíjon nem indultak, az utolsó két versenyre pedig a japán Formula-3 regnáló bajnokát, Hattori Naokit igazolták le. Ő sem hozott jó eredményeket: Japánban tizenöt, Ausztráliában már csak öt másodperccel, de lassabb volt, mint a kvalifikáláshoz szükséges idő.

### Andrea Moda C4B (1992)
1991 nyarán Enzo Coloni sikertelenül próbálta rábírni a Lamborghinit, hogy egyesüljenek a Modena csapattal. Ezért aztán szeptemberben eladta a Colonit az olasz cipőgyárosnak, Andrea Sassettinek. Az utolsó két versenyre még megtartották a Coloni nevet, de 1992-re már mint Andrea Moda Formula neveztek.
A csapat ugyan készítette az új, S921 jelzésű autót, de amíg az nem volt kész Sassetti tervei szerint a meglévő C4-est alakították át. A tervek szerint Alex Caffi és Enrico Bertaggia vezették volna az autókat. A Ford-Cosworth motorokat lecserélték a Judd erőforrásaira, ami a nagyobb teljesítmény és a könnyebb súly miatt előnyösebb volt számukra. Ezeket a motorokat az előző évben a Dallara 191-ben használta a BMS Scuderia Italia csapat, Sassetti úr pedig megvásárolta tőlük a hátsó felfüggesztést és a félautomata hatsebességes váltót is. A C4-es első felfüggesztése és a kasztni érintetlen maradt. Az új autót Paul Burgess felügyelete alatt ugyancsak a perugiai egyetem hallgatói rakták össze. Az átalakítások ellenére az autó tömege 530 kg lett, amivel a legnehezebb autó volt a mezőnyben.
Így érkezett a csapat az 1992 februárjának végén tartott szezonnyitó dél-afrikai nagydíjra. A hétvége kezdete előtt valamennyi csapatnak lehetősége volt egy különleges tesztre a pályán, ugyanis 1985 óta nem rendeztek itt versenyt. Caffi mindössze fél kört tudott megtenni az akkumulátor meghibásodása miatt, Bertaggia pedig nem is tudott részt venni, mert csak egy autójuk volt bevethető.
A prekvalifikáció előtt a FISA valamennyi autót tüzetes vizsgálatnak vetett alá. Ha ennek során azt állapították volna meg, hogy az Andrea Moda C4B gyakorlatilag megegyezik a Coloni C4-gyel, amit a Coloni használt 1991-ben, akkor megállapíthatták volna, hogy az autó megfelel a szabályoknak. Ám a vizsgálat során az is kiderült, hogy a cég, amit Sassetti megvett a Colonitól, az nem ugyanaz, mint amelyik az autókat készítette. Ily módon az Andrea Moda nem minősült a Coloni jogutódjának, hanem egy új csapatnak, és ebben az esetben az autók sértették a Concorde-egyezményt, amely kimondta, hogy minden csapatnak saját kasztnit kell terveznie. A FISA ezért kizárta a bajnoki küzdelmekből az Andrea Modát.
Sassetti azonban kitartott amellett, hogy a csapata a Coloni jogfolytonos folytatása (tette ezt azért is, mert ebben az esetben nem kellett volna nevezési díjat sem fizetnie). A FISA szerint viszont ő csak a régi autót és a felszerelést vásárolta meg, de nem fizette be a díjat, így nem tekinthető versenycsapatnak. Két nappal a kizárást követően Sassetti befizette a nevezési díjat és megegyezett a FISA-val: szerepelhettek a bajnokságban, de saját kasztnit kellett tervezniük. Az Andrea Moda így megsürgette az S921-es kasztnin dolgozó Simteket, hogy a három héttel később esedékes mexikói nagydíjra legyen kész az autó, máskülönben büntetést is kaptak volna. Ily módon tehát a C4B élesben sohasem versenyzett.

## Eredmények
| Év   | Csapat              | Motor       | Gumik | Pilóták          | 1   | 2   | 3   | 4   | 5   | 6   | 7   | 8   | 9   | 10  | 11  | 12  | 13  | 14  | 15  | 16  | Pontok | Helyezés |
| ---- | ------------------- | ----------- | ----- | ---------------- | --- | --- | --- | --- | --- | --- | --- | --- | --- | --- | --- | --- | --- | --- | --- | --- | ------ | -------- |
| 1991 | Coloni Racing Srl   | Ford DFR V8 | G     |                  | USA | BRA | SMR | MON | CAN | MEX | FRA | GBR | GER | HUN | BEL | ITA | POR | ESP | JPN | AUS | 0      | -        |
| 1991 | Coloni Racing Srl   | Ford DFR V8 | G     | Pedro Chaves     | NPK | NPK | NPK | NPK | NPK | NPK | NPK | NPK | NPK | NPK | NPK | NPK | NPK |     |     |     | 0      | -        |
| 1991 | Coloni Racing Srl   | Ford DFR V8 | G     | Hattori Naoki    |     |     |     |     |     |     |     |     |     |     |     |     |     |     | NPK | NPK | 0      | -        |
| 1992 | Andrea Moda Formula | Judd GV V10 | G     |                  | RSA | MEX | BRA | ESP | SMR | MON | CAN | FRA | GBR | GER | HUN | BEL | ITA | POR | JPN | AUS | 0      | -        |
| 1992 | Andrea Moda Formula | Judd GV V10 | G     | Alex Caffi       | KIZ |     |     |     |     |     |     |     |     |     |     |     |     |     |     |     | 0      | -        |
| 1992 | Andrea Moda Formula | Judd GV V10 | G     | Enrico Bertaggia | KIZ |     |     |     |     |     |     |     |     |     |     |     |     |     |     |     | 0      | -        |